# Liegi-Bastogne-Liegi 1962
La Liegi-Bastogne-Liegi 1962, quarantottesima edizione della corsa, fu disputata il 6 maggio 1962 per un percorso di 254 km. Fu vinta dal belga Jozef Planckaert, giunto al traguardo in 6h55'56" alla media di 36,581 km/h, precedendo l'altro belga Rolf Wolfshohl e il francese Claude Colette. 
I corridori che portarono a termine la gara al traguardo di Liegi furono in totale 35.

## Ordine d'arrivo (Top 10)
| Pos. | Corridore            | Squadra                 | Tempo    |
| ---- | -------------------- | ----------------------- | -------- |
| 1    | Jozef Planckaert     | Flandria-Faema-Clément  | 6h55'56" |
| 2    | Rolf Wolfshohl       | Gitane-Geminiani-Leroux | s.t.     |
| 3    | Claude Colette       | Peugeot-Michelin-BP     | a 20"    |
| 4    | Joseph Wouters       | Solo-Van Steenbergen    | a 56"    |
| 5    | André Darrigade      | Gitane-Geminiani-Leroux | s.t.     |
| 6    | Noël Foré            | Flandria-Faema-Clément  | s.t.     |
| 7    | Willy Vanden Berghen | Mercier-Hutchinson-BP   | s.t.     |
| 8    | Rik Van Looy         | Flandria-Faema-Clément  | s.t.     |
| 9    | Frans Schoubben      | Peugeot-Michelin-BP     | s.t.     |
| 10   | Norbert Kerckhove    | Dr. Mann                | s.t.     |